# Андре Арендсе
Андре Арендсе (англ. Andre Arendse; нар. 27 червня 1967, Кейптаун) — південноафриканський футболіст, що грав на позиції воротаря.
Виступав, зокрема, за клуби «Кейптаун Сперс», «Фулгем» та «Суперспорт Юнайтед», а також національну збірну ПАР.

## Клубна кар'єра
У дорослому футболі дебютував 1991 року виступами за команду клубу «Кейптаун Сперс», де спочатку не став основним і 1992 року грав в оренді за «Сантос» (Кейптаун), після чого повернувся в склад «шпор», де цього разу став основним голкіпером команди і 1995 року став чемпіоном ПАР.
Влітку 1998 року уклав контракт з англійським клубом «Фулгем». У новій команді став переможцем Другого дивізіону Футбольної ліги, третьої за рівнем ліги Англії у сезоні 1998/99, але був лише дублером Майка Тейлора, тому згодом воротар перейшов в інший англійський клуб «Оксфорд Юнайтед», але там також надовго не затримався і 2000 року повернувся на батьківщину, де грав за «Сантос» (Кейптаун), з яким виграв чемпіонат і два національних Кубка, та «Мамелоді Сандаунз».
2005 року перейшов до клубу «Суперспорт Юнайтед», за який відіграв 4 сезони. Пішов з футболу, коли в 2009 році «Суперспорт Юнайтед» вдруге поспіль став чемпіоном ПАР. У травні 2013 року, коли всі воротарі «Бідвест Вітс» отримали травми, Андре довелося вставати у ворота команди в двох матчах. Тим самим він встановив рекорд, ставши найстаршим гравцем в Вищої ліги ПАР, випередивши Брюса Гроббелара.

## Виступи за збірну
1995 року дебютував в офіційних матчах у складі національної збірної ПАР, а вже наступного року поїхав з командою на домашній Кубок африканських націй 1996 року, здобувши того року титул континентального чемпіона. Андре був основним воротарем на тому турнірі, зігравши у всіх шести матчах. Цей результат дозволив команді відправитись на Кубок конфедерацій 1997 року у Саудівській Аравії, де також був основним гравцем.
На чемпіонат світу 1998 року у Франції Арендсе не зміг потрапити через травму і був замінений на Саймона Гопане. В подальшому зіграв у двох наступних континентальних першостях — Кубку африканських націй 2000 року у Гані та Нігерії, на якому знову був основним воротарем, а команда здобула бронзові нагороди, та Кубку африканських націй 2002 року у Малі, де був дублером Ганса Вонка.
Влітку того ж року поїхав на чемпіонат світу 2002 року в Японії і Південній Кореї, де зіграв у всіх трьох матчах, але збірна не вийшла в плей-оф.
Останнім великим турніром для Арендсе став Кубок африканських націй 2004 року у Тунісі, де він зіграв одну гру проти Марокко (1:1), яка стала для воротаря останньою за збірну. Всього протягом кар'єри у національній команді, яка тривала 10 років, провів у формі головної команди країни 67 матчів.

## Досягнення
- Чемпіон ПАР: 1995, 2001/02, 2007/08, 2008/09
- Володар Кубка ПАР: 2001, 2003
- Володар Кубка Восьми: 2002
- Переможець Кубка африканських націй: 1996
- Бронзовий призер Кубка африканських націй: 2000